# Souvigné (Indre i Loara)
Souvigné – miejscowość i gmina we Francji, w Regionie Centralnym, w departamencie Indre i Loara.
Według danych na rok 1990 gminę zamieszkiwało 527 osób, a gęstość zaludnienia wynosiła 22 osoby/km² (wśród 1842 gmin Regionu Centralnego Souvigné plasuje się na 662. miejscu pod względem liczby ludności, natomiast pod względem powierzchni na miejscu 527.).